# Öyləqulu
Öyləqulu è un comune dell'Azerbaigian situato nel distretto di Kürdəmir.